# Монтеро (Боливия)
Монтеро (исп. Montero) — город в Боливии, а также столица провинции Обиспо-Сантистеван в департаменте Санта-Крус. Город расположен в агропромышленном центре Боливии, в 50 км от города Санта-Крус-де-ла-Сьерра.
В последние годы город сильно развился и стал важным в своём регионе. Ныне он второй по численности населения город в департаменте Санта-Крус, обогнал Варнес и Консепсьон.
Город расположен на высоте 301 м на правом берегу реки Пирай, которая позже впадает в реку Япакани (бассейн Амазонки), на восточной окраине горного хребта Анд в Восточных Кордильерах.
В данной местности тропический влажный климат. До колонизации регион был покрыт тропическими лесами, но сейчас это в основном возделываемые земли. Город известен своей сахарной промышленностью, является центром сельского хозяйства и выращивания сахарного тростника. Там работает сахарный завод Guabirá, крупнейший производитель сахара и алкоголя в стране.
Средняя температура по региону чуть ниже 25 °C, годовое количество осадков около 1300 мм. Среднемесячные температуры колеблются от 20 °C в июле до 28 °C в декабре, месячное количество осадков обильное и составляет от 40 мм в августе до 200 мм в январе. Июль — самый холодный месяц в году, а декабрь — самый теплый месяц
Через Монтеро проходят национальные автомагистрали Ruta 4 и Ruta 10.

## История
По закону от 4 декабря 1912 года городу было присвоено имя Монтеро в знак признания деятельности полковника Марселиано Монтеро во время Войны за независимость и битвы при Ингави. Сегодня Монтеро носит титул города в соответствии с законом от 3 декабря 1986 года.
В 1950 году население города составляло 3713 человек. Было построено здание электростанции, открытие состоялось 7 февраля 1950 года.
17 июля 1955 года было основано новаторское учреждение производителей сахарного тростника «Asociación de Cañeros de Guabierá». В этом районе насчитывалось 67 мелких производителей сахарного тростника, которые расширили свои посевы.
В 1962 году в городе построены водопровод и госпиталь.
В июле 1968 года была открыта первая телефонная станция на 500 номеров.